# Lycodes teraoi
Lycodes teraoi är en fiskart som beskrevs av Katayama, 1943. Lycodes teraoi ingår i släktet Lycodes och familjen tånglakefiskar. Inga underarter finns listade i Catalogue of Life.